# Marcus Samuelsson

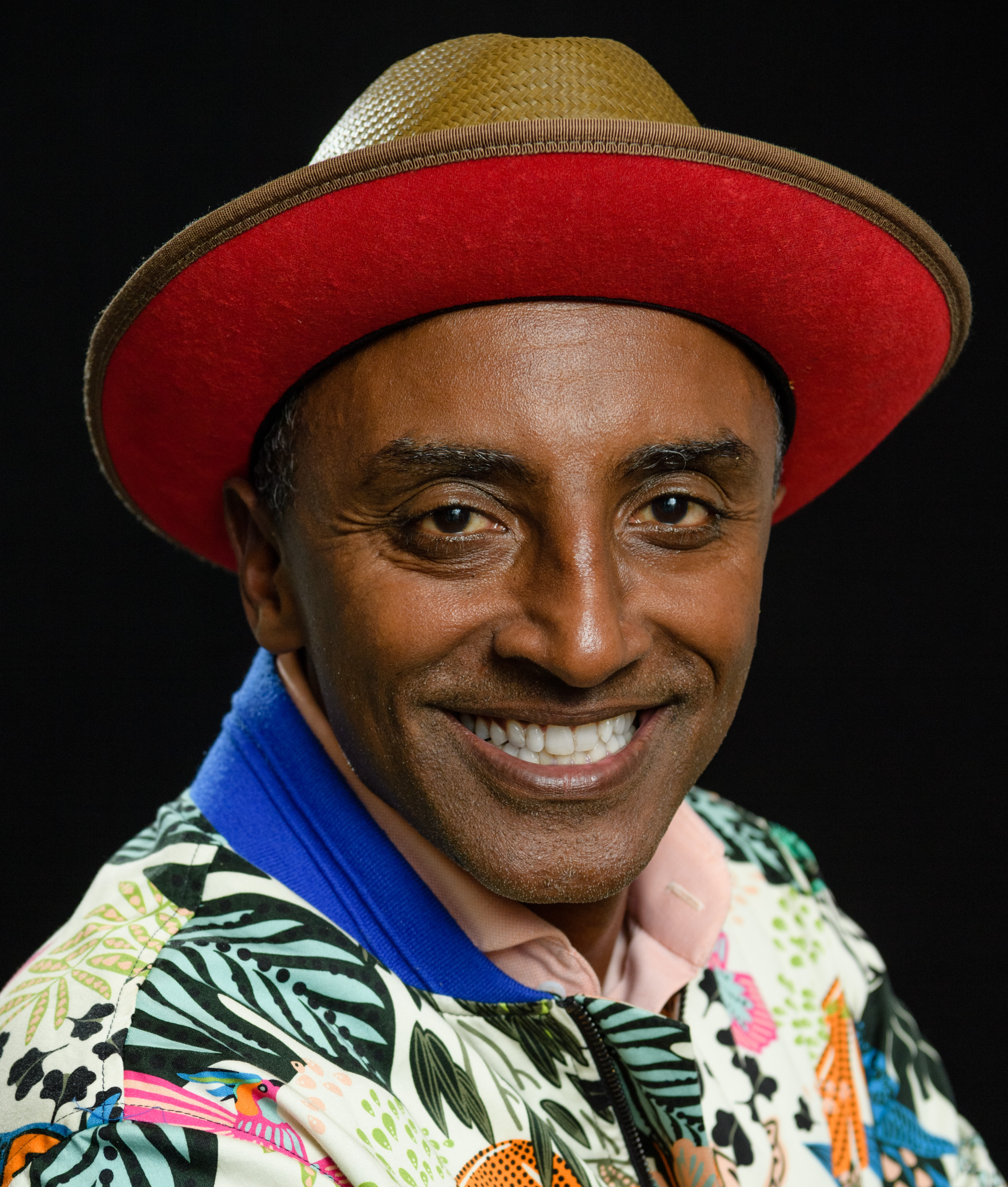
Marcus Samuelsson 2022

Marcus Samuelsson, geb. Kassahun Tsegie (* 1970 in Addis Abeba) ist ein schwedisch-amerikanischer Chefkoch, Geschäftsmann und Verfasser von Kochbüchern.
Samuelsson erkrankte mit 3 Jahren, genau wie seine Schwester, an Tuberkulose, worauf die beiden Kinder vom Vater zur Adoption freigegeben wurden. Die Mutter war schon kurz vorher an der Krankheit gestorben. Im schwedischen Sävedalen (Gemeinde Partille) wurde er von Familie Samuelsson aufgenommen. Nach der Schule begann er seine Laufbahn als Koch.
Heute ist Samuelsson Teileigner und Küchenchef des Restaurants Aquavit in New York, wo er im Stadtteil Harlem wohnt. In New York ist er an drei weiteren Restaurants beteiligt (Mercato 55, Riingo und Scandinavian House). Außerdem ist er seit 2008 Teileigner des Clarion Hotel nahe dem Stockholmer Hauptbahnhof, in dem er eine Außenstelle seines Aquavit–Restaurants eingerichtet hat.
Seit 2005 hält Samuelsson als Gastprofessor Vorlesungen an der Hochschule für Gastronomie der Universität Umeå. Er hat mehrere Kochbücher veröffentlicht und nimmt an Sendungen aus dem Kochstudio des Fernsehens in verschiedenen Ländern teil (vor allem Schweden und USA). Er ist Staatsbürger in Schweden und den USA.

## Bibliografie
- Africa on my mind: smaker, recept och intryck från hela kontinenten – 2008
- Soul Of A New Cuisine – 2006
- Aquavit and the New Scandinavian Cuisine – 2004
- Streetfood – 2004